# Król Artur i rycerze Okrągłego Stołu
Król Artur i rycerze Okrągłego Stołu (ang. Camelot) – amerykański film animowany z 2002 roku w reżyserii Williama R. Kowalchuka.

## Opis fabuły
Król Artur, jego żona Ginewra, Merlin i Mordred jadą do Kornwalii na spotkanie królów. Nie wiedzą, że Mordred uknuł spisek mający pozbawić życia królewską parę podczas napadu. Jego plan udaremnia jednak sir Lancelot, który przybywa podróżnym na pomoc. Tymczasem matka spiskowca, zła wiedźma Morgan, razem z synem planują zemstę. Zamierzają oni uprowadzić Ginewrę, zniesławić króla i Merlina oraz rozprawić się z sir Lancelotem.

## Wersja polska
W polskiej wersji językowej wystąpili:
- Andrzej Chudy – Lancelot
- Sylwester Maciejewski – Król Artur
- Iwona Rulewicz – Ginewra
- Joanna Domańska – Morgana
- Dariusz Błażejewski – Mordred (w tyłówce wyczytane imię: Jarosław)

i inni
Merlinowi głosu użyczył Mirosław Wieprzewski.

Opracowanie i nagranie wersji polskiej: GMC Studio